# Giải thưởng Âm nhạc Mỹ cho Ban nhạc/Cặp đôi/Nhóm nhạc Pop/Rock được yêu thích nhất
Giải thưởng Âm nhạc Mỹ cho Ban nhạc/Cặp đôi/Nhóm nhạc Pop/Rock được yêu thích nhất, đã được trao tặng kể từ năm 1974. Số năm phản ánh năm mà các giải thưởng được trao cho các sản phẩm được phát hành vào năm trước (cho đến năm 2003 trở đi, khi giải thưởng được trao vào tháng 11 cùng năm). Người chiến thắng nhiều nhất mọi thời đại trong hạng mục này là Aerosmith, Hall & Oates, One Direction, The Black Eyed Peas và BTS với 3 giải mỗi nghệ sĩ.

## Chiến thắng và đề cử

### Thập niên 1970
| Năm                      | Nghệ sĩ                  | Nguồn |
| ------------------------ | ------------------------ | ----- |
| 1974 (lần thứ 1)         | The Carpenters           | [ 1 ] |
| 1974 (lần thứ 1)         | Gladys Knight & the Pips | [ 1 ] |
| 1974 (lần thứ 1)         | Tony Orlando and Dawn    | [ 1 ] |
| 1975 (lần thứ 2)         |                          | [ 1 ] |
| Gladys Knight & the Pips | [ 2 ]                    |       |
| Bachman–Turner Overdrive | [ 2 ]                    |       |
| Wings                    | [ 2 ]                    |       |
| 1976 (lần thứ 3)         | [ 2 ]                    |       |
| Tony Orlando and Dawn    | [ 3 ]                    |       |
| Eagles                   | [ 3 ]                    |       |
| Earth, Wind & Fire       | [ 3 ]                    |       |
| 1977 (lần thứ 4)         | [ 3 ]                    |       |
| Chicago                  | [ 4 ]                    |       |
| Eagles                   | [ 4 ]                    |       |
| Earth, Wind & Fire       | [ 4 ]                    |       |
| 1978 (lần thứ 5)         | [ 4 ]                    |       |
| Fleetwood Mac            | [ 5 ]                    |       |
| Eagles                   | [ 5 ]                    |       |
| KC and the Sunshine Band | [ 5 ]                    |       |
| 1979 (lần thứ 6)         | [ 5 ]                    |       |
| Bee Gees                 | [ 6 ]                    |       |
| Fleetwood Mac            | [ 6 ]                    |       |
| Foreigner                | [ 6 ]                    |       |

### Thập niên 1980
| Năm                                  | Nghệ sĩ     | Nguồn |
| ------------------------------------ | ----------- | ----- |
| 1980 (lần thứ 7)                     | Bee Gees    | [ 7 ] |
| 1980 (lần thứ 7)                     | Cheap Trick | [ 7 ] |
| 1980 (lần thứ 7)                     | Supertramp  | [ 7 ] |
| 1981 (lần thứ 8)                     |             | [ 7 ] |
| Eagles                               | [ 8 ]       |       |
| Queen                                | [ 8 ]       |       |
| The Rolling Stones                   | [ 8 ]       |       |
| 1982 (lần thứ 9)                     | [ 8 ]       |       |
| Air Supply                           | [ 9 ]       |       |
| AC/DC                                | [ 9 ]       |       |
| The Pointer Sisters                  | [ 9 ]       |       |
| REO Speedwagon                       | [ 9 ]       |       |
| 1983 (lần thứ 10)                    | [ 9 ]       |       |
| Hall & Oates                         | [ 10 ]      |       |
| Fleetwood Mac                        | [ 10 ]      |       |
| The J. Geils Band                    | [ 10 ]      |       |
| 1984 (lần thứ 11)                    | [ 10 ]      |       |
| Hall & Oates                         | [ 11 ]      |       |
| Def Leppard                          | [ 11 ]      |       |
| Men at Work                          | [ 11 ]      |       |
| The Police                           | [ 11 ]      |       |
| 1985 (lần thứ 12)                    | [ 11 ]      |       |
| Hall & Oates                         | [ 12 ]      |       |
| Huey Lewis and the News              | [ 12 ]      |       |
| Van Halen                            | [ 12 ]      |       |
| 1986 (lần thứ 13)                    | [ 12 ]      |       |
| Chicago                              | [ 13 ]      |       |
| Kool & the Gang                      | [ 13 ]      |       |
| Tears for Fears                      | [ 13 ]      |       |
| 1987 (lần thứ 14)                    | [ 13 ]      |       |
| Huey Lewis and the News              | [ 14 ]      |       |
| Genesis                              | [ 14 ]      |       |
| Heart                                | [ 14 ]      |       |
| Van Halen                            | [ 14 ]      |       |
| 1988 (lần thứ 15)                    | [ 14 ]      |       |
| Bon Jovi                             | [ 15 ]      |       |
| Lisa Lisa and Cult Jam               | [ 15 ]      |       |
| U2                                   | [ 15 ]      |       |
| 1989 (lần thứ 16)                    | [ 15 ]      |       |
| Gloria Estefan & Miami Sound Machine | [ 16 ]      |       |
| Def Leppard                          | [ 16 ]      |       |
| Van Halen                            | [ 16 ]      |       |

### Thập niên 1990
| Năm                   | Nghệ sĩ               | Nguồn  |
| --------------------- | --------------------- | ------ |
| 1990 (lần thứ 17)     | New Kids on the Block | [ 17 ] |
| 1990 (lần thứ 17)     | Bon Jovi              | [ 17 ] |
| 1990 (lần thứ 17)     | Milli Vanilli         | [ 17 ] |
| 1991 (lần thứ 18)     |                       | [ 17 ] |
| Aerosmith             | [ 18 ]                |        |
| Bell Biv DeVoe        | [ 18 ]                |        |
| New Kids on the Block | [ 18 ]                |        |
| 1992 (lần thứ 19)     | [ 18 ]                |        |
| C+C Music Factory     | [ 19 ]                |        |
| Color Me Badd         | [ 19 ]                |        |
| Guns N' Roses         | [ 19 ]                |        |
| 1993 (lần thứ 20)     | [ 19 ]                |        |
| Genesis               | [ 20 ]                |        |
| Kris Kross            | [ 20 ]                |        |
| U2                    | [ 20 ]                |        |
| 1994 (lần thứ 21)     | [ 20 ]                |        |
| Aerosmith             | [ 21 ]                |        |
| Pearl Jam             | [ 21 ]                |        |
| U2                    | [ 21 ]                |        |
| 1995 (lần thứ 22)     | [ 21 ]                |        |
| Ace of Base           | [ 22 ]                |        |
| Pink Floyd            | [ 22 ]                |        |
| Stone Temple Pilots   | [ 22 ]                |        |
| 1996 (lần thứ 23)     | [ 22 ]                |        |
| Eagles                | [ 23 ]                |        |
| Boyz II Men           | [ 23 ]                |        |
| Hootie & the Blowfish | [ 23 ]                |        |
| 1997 (lần thứ 24)     | [ 23 ]                |        |
| Hootie & the Blowfish | [ 24 ]                |        |
| Dave Matthews Band    | [ 24 ]                |        |
| Fugees                | [ 24 ]                |        |
| 1998 (lần thứ 25)     | [ 24 ]                |        |
| Spice Girls           | [ 25 ]                |        |
| U2                    | [ 25 ]                |        |
| The Wallflowers       | [ 25 ]                |        |
| 1999 (lần thứ 26)     | [ 25 ]                |        |
| Aerosmith             | [ 26 ]                |        |
| Backstreet Boys       | [ 26 ]                |        |
| Matchbox Twenty       | [ 26 ]                |        |

### Thập niên 2000
| Năm                   | Nghệ sĩ         | Nguồn  |
| --------------------- | --------------- | ------ |
| 2000 (lần thứ 27)     | Backstreet Boys | [ 27 ] |
| 2000 (lần thứ 27)     | NSYNC           | [ 27 ] |
| 2000 (lần thứ 27)     | Santana         | [ 27 ] |
| 2001 (lần thứ 28)     |                 | [ 27 ] |
| Backstreet Boys       | [ 28 ]          |        |
| Creed                 | [ 28 ]          |        |
| NSYNC                 | [ 28 ]          |        |
| 2002 (lần thứ 29)     | [ 28 ]          |        |
| NSYNC                 | [ 29 ]          |        |
| Dave Matthews Band    | [ 29 ]          |        |
| U2                    | [ 29 ]          |        |
| 2003 (lần thứ 30)     | [ 29 ]          |        |
| Creed                 | [ 30 ]          |        |
| Linkin Park           | [ 30 ]          |        |
| Nickelback            | [ 30 ]          |        |
| 2003 (lần thứ 31)     | [ 30 ]          |        |
| Fleetwood Mac         | [ 31 ]          |        |
| 3 Doors Down          | [ 31 ]          |        |
| Matchbox Twenty       | [ 31 ]          |        |
| 2004 (lần thứ 32)     | [ 31 ]          |        |
| Outkast               | [ 32 ]          |        |
| Evanescence           | [ 32 ]          |        |
| Nickelback            | [ 32 ]          |        |
| 2005 (lần thứ 33)     | [ 32 ]          |        |
| The Black Eyed Peas   | [ 33 ]          |        |
| 3 Doors Down          | [ 33 ]          |        |
| Green Day             | [ 33 ]          |        |
| 2006 (lần thứ 34)     | [ 33 ]          |        |
| Red Hot Chili Peppers | [ 34 ]          |        |
| Nickelback            | [ 34 ]          |        |
| The Pussycat Dolls    | [ 34 ]          |        |
| 2007 (lần thứ 35)     | [ 34 ]          |        |
| Nickelback            | [ 35 ]          |        |
| Linkin Park           | [ 35 ]          |        |
| Maroon 5              | [ 35 ]          |        |
| 2008 (lần thứ 36)     | [ 35 ]          |        |
| Daughtry              | [ 36 ]          |        |
| Coldplay              | [ 36 ]          |        |
| Eagles                | [ 36 ]          |        |
| 2009 (lần thứ 37)     | [ 36 ]          |        |
| The Black Eyed Peas   | [ 37 ]          |        |
| Kings of Leon         | [ 37 ]          |        |
| Nickelback            | [ 37 ]          |        |

### Thập niên 2010
| Năm                     | Nghệ sĩ             | Nguồn  |
| ----------------------- | ------------------- | ------ |
| 2010 (lần thứ 38)       | The Black Eyed Peas | [ 38 ] |
| 2010 (lần thứ 38)       | Lady Antebellum     | [ 38 ] |
| 2010 (lần thứ 38)       | Train               | [ 38 ] |
| 2011 (lần thứ 39)       |                     | [ 38 ] |
| Maroon 5                | [ 39 ]              |        |
| LMFAO                   | [ 39 ]              |        |
| OneRepublic             | [ 39 ]              |        |
| 2012 (lần thứ 40)       | [ 39 ]              |        |
| Maroon 5                | [ 40 ]              |        |
| Fun                     | [ 40 ]              |        |
| One Direction           | [ 40 ]              |        |
| The Wanted              | [ 40 ]              |        |
| 2013 (lần thứ 41)       | [ 40 ]              |        |
| One Direction           | [ 41 ]              |        |
| Imagine Dragons         | [ 41 ]              |        |
| Macklemore & Ryan Lewis | [ 41 ]              |        |
| 2014 (lần thứ 42)       | [ 41 ]              |        |
| One Direction           | [ 42 ]              |        |
| Imagine Dragons         | [ 42 ]              |        |
| OneRepublic             | [ 42 ]              |        |
| 2015 (lần thứ 43)       | [ 42 ]              |        |
| One Direction           | [ 43 ]              |        |
| Maroon 5                | [ 43 ]              |        |
| Walk the Moon           | [ 43 ]              |        |
| 2016 (lần thứ 44)       | [ 43 ]              |        |
| Twenty One Pilots       | [ 44 ]              |        |
| The Chainsmokers        | [ 44 ]              |        |
| DNCE                    | [ 44 ]              |        |
| 2017 (lần thứ 45)       | [ 44 ]              |        |
| Imagine Dragons         | [ 45 ]              |        |
| The Chainsmokers        | [ 45 ]              |        |
| Coldplay                | [ 45 ]              |        |
| 2018 (lần thứ 46)       | [ 45 ]              |        |
| Migos                   | [ 46 ]              |        |
| Imagine Dragons         | [ 46 ]              |        |
| Maroon 5                | [ 46 ]              |        |
| 2019 (lần thứ 47)       | [ 46 ]              |        |
| BTS                     |                     |        |
| Jonas Brothers          |                     |        |
| Panic! at the Disco     |                     |        |

### Thập niên 2020
| Năm               | Nghệ sĩ        | Nguồn  |
| ----------------- | -------------- | ------ |
| 2020 (lần thứ 48) | BTS            | [ 47 ] |
| 2020 (lần thứ 48) | Jonas Brothers | [ 47 ] |
| 2020 (lần thứ 48) | Maroon 5       | [ 47 ] |
| 2021 (lần thứ 49) |                |        |
| BTS               | [ 48 ]         |        |
| AJR               | [ 48 ]         |        |
| Glass Animals     | [ 48 ]         |        |
| Maroon 5          | [ 48 ]         |        |
| Silk Sonic        | [ 48 ]         |        |

## Kỷ lục

### Chiến thắng nhiều nhất
| 3 chiến thắng - Aerosmith - The Black Eyed Peas - Hall & Oates - One Direction - BTS | 2 chiến thắng - Backstreet Boys - Bee Gees - Chicago - Eagles - Fleetwood Mac - Maroon 5 |

### Đề cử nhiều nhất
| 6 đề cử - Eagles - Maroon 5 5 đề cử - Nickelback - U2 4 đề cử - Fleetwood Mac - Imagine Dragons - One Direction 3 đề cử - Aerosmith - Backstreet Boys - The Black Eyed Peas - Hall & Oates - NSYNC - Van Halen | 2 đề cử - 3 Doors Down - Bee Gees - Bon Jovi - BTS - The Chainsmokers - Chicago - Coldplay - Creed - Dave Matthews Band - Def Leppard - Earth, Wind & Fire - Genesis - Gladys Knight & the Pips - Hootie & the Blowfish - Huey Lewis and the News - Jonas Brothers - Linkin Park - Matchbox Twenty - New Kids on the Block - OneRepublic - Tony Orlando and Dawn |